# Franz Kreuzer (Maler)
Franz Kreuzer (* 12. November 1819 in Galgen bei Mindelheim; † 25. Januar 1872 in München) war ein deutscher Xylograph und Landschaftsmaler.

## Leben
Seine Ausbildung erhielt er an der Münchener Akademie der bildenden Künste unter Professor Clemens von Zimmermann, trat aber bereits im Alter von 20 Jahren die von Caspar Braun und Dr. von Dessauer begründete Xylographische Anstalt in München ein, dem späteren Verlag Braun & Schneider. Bis auf kurze Unterbrechungen blieb er als „gewandter, geschickter und vielseitiger Künstler“ (Hyacinth Holland) dem Verlag treu, jedoch nur, weil seine Auswanderung scheiterte. Zusammen mit dem Magnetiseur Schechner und dem Tiermaler Robert Eberle verschiffte er sich, wohl enttäuscht vom Ausgang der 48er Revolution, im Jahre 1849 nach Amerika, wo er sich zunächst an landwirtschaftlichen Projekten versuchte, um später doch wieder künstlerisch als Porträtmaler und Lithograf tätig zu werden. Geholfen hat es ihm nicht. Seine Erwartungen in Amerika wurden so enttäuscht, dass Kreuzer 1852 gerne wieder nach München und auch zu seinem alten Arbeitgeber, dem Verlag zurückkehrte.
Mit „musterhaftem Verständnis“, so Holland, hat er die Holzstöcke für die Abbildungen zahlreicher illustrierter Bücher wie z. B. die bei Cotta erschienene Bilderbibel mit Illustrationen von Julius Schnorr und Eugen Neureuther oder die Prachtausgabe des Nibelungen-Liedes 1840–1843 (Cotta) oder auch Wilhelm von Kaulbachs Reineke Fuchs, verfertigt.
Vor allem arbeitete Kreuzer für die Zeitschrift Fliegende Blätter und die bekannten Münchener Bilderbogen. Mit Friederich von Exter, Dettendorfer und Johann Herburger zählte er zu den besten Künstlern der Holzschneidekunst im Verlag Braun & Schneider.
Daneben pflegte er auch die Landschaftsmalerei. Kreuzer begab sich regelmäßig während der Sommerfrische in die Alpen zu Studien, nach welchen er nach dem Vorbild von Fritz Bamberger kleine, feinfarbige Ölbilder anfertigte.
Weiter zeichnete er auch einen Zyklus von Ansichten für den Kunstverlag Ravizza in München, welche dort im Kupferstich erschienen sind.
Kreuzer war gleich Fritz Bamberger und eine Reihe anderer geselliger Maler auch „Meister im Gesang“, dessen „köstliche Bassstimme wird allen Hörern unvergesslich bleiben“ schrieb Hyacinth Holland in seinem Nekrolog.
Das Atelier von Braun & Schneider verlor im Januar 1872 gleich zwei seiner Mitarbeiter, denn auch Josef Wiesmair (* 1822), ein Freund Kreuzers, starb am 13. Januar im Alter von 49 Jahren. Das fatale dabei war, dass sich Kreuzer bei dessen Begräbnisfeier eine so schwere Erkältung zuzog, dass auch er kurz darauf starb. Kreuzer war verheiratet und hatte drei Kinder.

## Werke (Malerei)
- Parthie bei Oberaudorf (1863)
- Berchtesgaden (1865)
- Aus der Schönau (1866)
- Der Hechtsee (1868)[4]
- Der Hintersee (1871)